# Centella didymocarpa
Centella didymocarpa är en flockblommig växtart som beskrevs av Robert Stephen Adamson. Centella didymocarpa ingår i släktet centellor, och familjen flockblommiga växter. Inga underarter finns listade i Catalogue of Life.